# Obwód issykkulski
Obwód issykkulski (kirg. Ысык-Көл облусу) – obwód we wschodnim Kirgistanie ze stolicą w Karakoł.
Obwód dzieli się na 2 miasta o znaczeniu obwodowym i 5 rejonów:
- Karakoł
- Bałykczy
- rejon Ak-Suu
- rejon Dżeti-Ögüz
- rejon Tong
- rejon Tüp
- rejon Ysyk-Köl